# Eliminatórias da Copa Ouro da CONCACAF de 2025
Às Eliminatórias da Copa Ouro da CONCACAF é uma fase eliminatória que antecedente a competição continental, está edição organizada pela entidade máxima do futebol norte-americano, centro-americano e caribenho à CONCACAF, anualmente, nesta edição de 2025 a Liga das Nações da CONCACAF de 2024–25 encaminhou às quatorze melhores seleções para disputar as sete vagas concedidas à nível internacional na janela FIFA em março de 2025.

## Regulamento
Após à conclusão das partidas da Liga das Nações da CONCACAF, à CONCACAF confirmou às quatorze seleções participantes e os confrontos das eliminatórias da Copa Ouro da CONCACAF de 2025, totalizando quatorze partidas. Às partidas serão realizadas durante a janela FIFA de março de 2025 e consistem em partidas de mandantes e visitantes, para definir às vencedoras dos seus adversários.
Às Quatorze seleções que classificaram-se para Eliminatórias da Copa Ouro da CONCACAF de 2025 são, classificadas por ligas diferentes, incluindo liga A, B e C. Para determinar os confrontos das eliminatórias à Concacaf classificou as 14 nações (seleções futebolista masculinas) participantes com base no ranking mensal de novembro de 2024, à seleção com melhor classificação enfrentado a seleção com pior classificação, seguindo este critério até definir os sete respectivos confrontos, como óbvio à divisão e o estabelecimento do ranking entre às seleções estão incluídas !
Após as partidas de março de 2025 em complementos distintos seja visitante ou maandante, o vencedor de cada confronto se classificará diretamente com vaga fixa, com um breve propósito de passaporte para á primeira fase; (fase de grupos) da Copa Ouro da CONCACAF de 2025.
- Regras de Desempates,
 maior número de pontos, gols marcados, saldo de gols.

## Equipes participantes
| Seleções Participantes   | Método de Classificação                                                              |
| ------------------------ | ------------------------------------------------------------------------------------ |
| Honduras                 | Perdedor das quartas de final da Liga das Nações da CONCACAF A de 2024–25            |
| Costa Rica               | Perdedor das quartas de final da Liga das Nações da CONCACAF A de 2024–25            |
| Jamaica                  | Perdedor das quartas de final da Liga das Nações da CONCACAF A de 2024–25            |
| Suriname                 | Perdedor das quartas de final da Liga das Nações da CONCACAF A de 2024–25            |
| Guatemala                | Terceiro colocado no Grupo A na Liga das Nações da CONCACAF de 2024–25               |
| Nicarágua                | Terceiro colocado no Grupo B na Liga das Nações da CONCACAF de 2024–25               |
| Trinidad e Tobago        | Quarto colocado no Grupo B na Liga das Nações da CONCACAF de 2024–25                 |
| Martinica                | Quarto colocado no Grupo A na Liga das Nações da CONCACAF de 2024–25                 |
| São Vicente e Granadinas | Melhor segundo colocado da fase de grupos da Liga das Nações da CONCACAF B de 2024   |
| Bermudas                 | Segundo, segundo colocado da fase de grupos da Liga das Nações da CONCACAF B de 2024 |
| Guadalupe                | Vencedor do Play-In da Liga das Nações da CONCACAF de 2024                           |
| Guiana                   | Vencedor do Play-In da Liga das Nações da CONCACAF de 2024                           |
| Cuba                     | Vencedor do Play-In da Liga das Nações da CONCACAF de 2024                           |
| Belize                   | Vencedor do Play-In da Liga das Nações da CONCACAF de 2024                           |

## Confrontos
| Seleção           | Pts  | Pos |
| ----------------- | ---- | --- |
| Costa Rica        | 1658 | 5°  |
| Jamaica           | 1574 | 6°  |
| Honduras          | 1513 | 7°  |
| Guatemala         | 1423 | 9°  |
| Trinidad e Tobago | 1313 | 10° |
| Martinica         | 1296 | 11° |
| Nicarágua         | 1198 | 13° |

| Seleção                  | Pts  | Pos |
| ------------------------ | ---- | --- |
| Guadalupe                | 1134 | 14° |
| Suriname                 | 1128 | 16° |
| Cuba                     | 1112 | 17° |
| Guiana                   | 1024 | 19° |
| Bermudas                 | 885  | 21° |
| São Vicente e Granadinas | 870  | 22° |
| Belize                   | 791  | 25° |

### Eliminatórias da Copa Ouro da CONCACAF de 2025
| Equipe 1          | Total | Equipe 2                 | 1.º jogo | 2.º jogo |
| ----------------- | ----- | ------------------------ | -------- | -------- |
| Costa Rica        | –     | Belize                   | 7–0      | –        |
| Jamaica           | –     | São Vicente e Granadinas | 1–1      | –        |
| Honduras          | –     | Bermudas                 | 5–3      | –        |
| Guatemala         | –     | Guiana                   | 2–3      | –        |
| Trinidad e Tobago | –     | Cuba                     | 2–1      | –        |
| Martinica         | –     | Suriname                 | 0–1      | –        |
| Nicarágua         | –     | Guadalupe                | 0–1      | –        |

### Partidas
| 21 de março de 2025 | Cuba               | 1 – 2     | Trinidad e Tobago    | Estadio Antonio Maceo, Santiago    |
| 16:00 (UTC−4)       | Matos Rodríguez 6' | Relatório | Lee 20' · Yeates 53' | Árbitro: CRC Juan Gabriel Calderón |

| 21 de março de 2025 | Suriname | 1 – 0     | Martinica | Dr. Ir. Franklin Essed Stadion, Paramaribo |
| 19:00 (UTC−3)       | Kerk 52' | Relatório |           | Árbitro: MEX Víctor Cáceres Hernández      |

| 21 de março de 2025 | Bermudas                                               | 3 – 5     | Honduras                                                                     | Bermuda National Sports Centre, Hamilton |
| 19:00 (UTC−3)       | Crichlow 1' · Parfitt-Williams 44' · Lewis 90+9' (pen) | Relatório | Romell Quioto 60', 66' · Palma 64' · Martínez Crisanto 89' · Pinto Paz 90+4' | Árbitro: GRN Reon Radix                  |

| 21 de março de 2025 | São Vicente e Granadinas | 1 – 1     | Jamaica            | Arnos Vale Sporting Complex, Arnos Vale |
| 19:00 (UTC−4)       | Anderson 65'             | Relatório | Bailey 90+8' (pen) | Árbitro: MEX Karen Hernández Andrade    |

| 21 de março de 2025 | Guadalupe          | 1 – 0     | Nicarágua | Stade Roger-Zami, Le Gosier                  |
| 20:00 (UTC−4)       | Floriano David 17' | Relatório |           | Árbitro: HON Nelson Alcídes Salgado Trujillo |

| 21 de março de 2025 | Guiana                    | 3 – 2     | Guatemala                                    | BFA Technical Centre, Bridgetown |
| 21:00 (UTC−4)       | Isaiah Jones 9', 36', 56' | Relatório | Martínez Navas 29' · Pinto Samayoa 80' (pen) | Árbitro: SLV Iván Barton         |

| 21 de março de 2025 | Belize | 0 – 7     | Costa Rica                                                                                                  | FFB Field, Belmopan                 |
| 20:00 (UTC−6)       |        | Relatório | Ugalde Arce 7', 36' (pen) · Vargas 38' · Mitchell Baltodano 65' · Zamora Mata 70', 88' · Alcócer McCook 81' | Árbitro: DOM Adonis Carrasco Garcia |

| 25 de março de 2025 | Trinidad e Tobago | – | Cuba | Estádio Ato Boldon, Couva |
| 19:00 (UTC−4)       |                   |   |      |                           |

| 25 de março de 2025 | Martinica | – | Suriname | Stade Pierre-Aliker, Fort-de-France |
| 19:00 (UTC−4)       |           |   |          |                                     |

| 25 de março de 2025 | Jamaica | – | São Vicente e Granadinas | Sabina Park, Kingston |
| 19:00 (UTC−5)       |         |   |                          |                       |

| 25 de março de 2025 | Guatemala | – | Guiana | Estadio Cementos Progreso, Cidade da Guatemala |
| 18:30 (UTC−6)       |           |   |        |                                                |

| 25 de março de 2025 | Nicarágua | – | Guadalupe | Estádio Nacional da Nicarágua, Manágua |
| 18:30 (UTC−6)       |           |   |           |                                        |

| 25 de março de 2025 | Costa Rica | – | Belize | Estádio Nacional da Costa Rica, San José |
| 19:00 (UTC−6)       |            |   |        |                                          |

| 25 de março de 2025 | Honduras | – | Bermudas | Estádio Nacional José de la Paz Herrera Uclés, Tegucigalpa |
| 20:00 (UTC−6)       |          |   |          |                                                            |

Os vencedores desta fase eliminatória classificaram-se para a fase de grupos da Copa Ouro da CONCACAF de 2025, enquanto os perdedores será desclassificados sem chance alguma de classificação direta.